# Крупник (суп)
Крупник (пол. krupnik, біл. крупеня, крупнік) — суп на овочевому або м'ясному бульйоні, заправлений ячною крупою (звідти крупник від крупа) рідше гречаною, перловою чи рисом, з картоплею. У нього зазвичай додають сушені гриби або іноді шматочки свинини. Для смаку також кладуть моркву, корінь петрушки, пастернаку, зелень кропу.
Страва поширена в польській, білоруській та українській кухнях.